# Tatiana Tezikova
Tatiana Alexeyevna Tezikova (en ruso: Татьяна Алексеевна Тезикова; Salavat, URSS, 25 de noviembre de 1975) es una deportista rusa que compitió en halterofilia. Ganó tres medallas en el Campeonato Europeo de Halterofilia entre los años 1995 y 1997.

## Palmarés internacional
| Campeonato Europeo | Campeonato Europeo      | Campeonato Europeo | Campeonato Europeo |
| Año                | Lugar                   | Medalla            | Categoría          |
| ------------------ | ----------------------- | ------------------ | ------------------ |
| 1995               | Beer Sheva (Israel)     | Medalla de plata   | 59 kg              |
| 1996               | Praga (República Checa) | Medalla de bronce  | 64 kg              |
| 1997               | Sevilla (España)        | Medalla de bronce  | 64 kg              |